# Genesis (album)
Genesis is het twaalfde studioalbum van de gelijknamige Engelse band Genesis. Het album werd uitgebracht in 1983. Dit album wordt ook wel Mama genoemd, en in Engelstalige landen Shapes, naar de puzzelstukken op de hoes.

## Tracks
| 1.                 | Mama                   | 6:46 |
| 2.                 | That's All             | 4:22 |
| 3.                 | Home by the Sea        | 4:46 |
| 4.                 | Second Home by the Sea | 6:22 |
| 5.                 | Illegal Alien          | 5:12 |
| 6.                 | Taking It All Too Hard | 3:54 |
| 7.                 | Just a Job to Do       | 4:44 |
| 8.                 | Silver Rainbow         | 4:27 |
| 9.                 | It's Gonna Get Better  | 5:00 |
| Totale duur: 45:49 |                        |      |

## Bezetting
- Tony Banks : keyboards
- Mike Rutherford : gitaar, basgitaar
- Phil Collins : zang, drums

## Overige informatie
- Opnamestudio: The Farm, Surrey
- Het is het eerste album van de groep dat direct op CD geperst zou moeten worden; er zaten echter 3 maanden tijd tussen de release van de LP (eerst) en CD.

From Genesis to Revelation · Trespass · Nursery Cryme · Foxtrot · Live · Selling England by the Pound · The Lamb Lies Down on Broadway · A Trick of the Tail · Wind & Wuthering · Seconds Out · ...And then there were three... · Duke · Abacab · Three Sides Live · Genesis · Invisible Touch · We Can't Dance ·  The way we walk volume one, the shorts · The way we walk volume two, the longs · Calling All Stations · Turn It On Again · Genesis Live over Europe